# Mimulopsis arborescens
Mimulopsis arborescens är en akantusväxtart som beskrevs av C. B. Cl.. Mimulopsis arborescens ingår i släktet Mimulopsis och familjen akantusväxter. Inga underarter finns listade i Catalogue of Life.